# 여의동로
여의동로(汝矣東路)는 대한민국 서울특별시 영등포구 여의도동에 속하는 여의도의 제방 안쪽 중 동쪽의 길 이름이다. 본래 여의도에 방죽을 쌓아 '윤중제'라고 이름을 붙이고, 길이름으로 삼았는데, 1984년 11월 7일에 이 길이 여의서로(3,200m)와 여의동로(3,800m)로 나뉘게 되었다.

## 주요 경유지
(기점) 마포대교 교차로 - 여의중고교앞 교차로(여의나루역) - 여의도 선착장 교차로 - 원효대교 교차로 - 시범아파트앞 교차로 - 성모병원앞 교차로 - 여의교 교차로(샛강역) - 윤중초교앞 교차로 - 서울교 교차로 (종점)

## 같이 보기
- 여의서로
- 윤중로
- 여의도